# Butere
Butere är huvudort i distriktet Butere/Mumias i Västprovinsen i Kenya. Folkmängden uppgick till 4 725 invånare vid folkräkningen 2009.